# Sulików

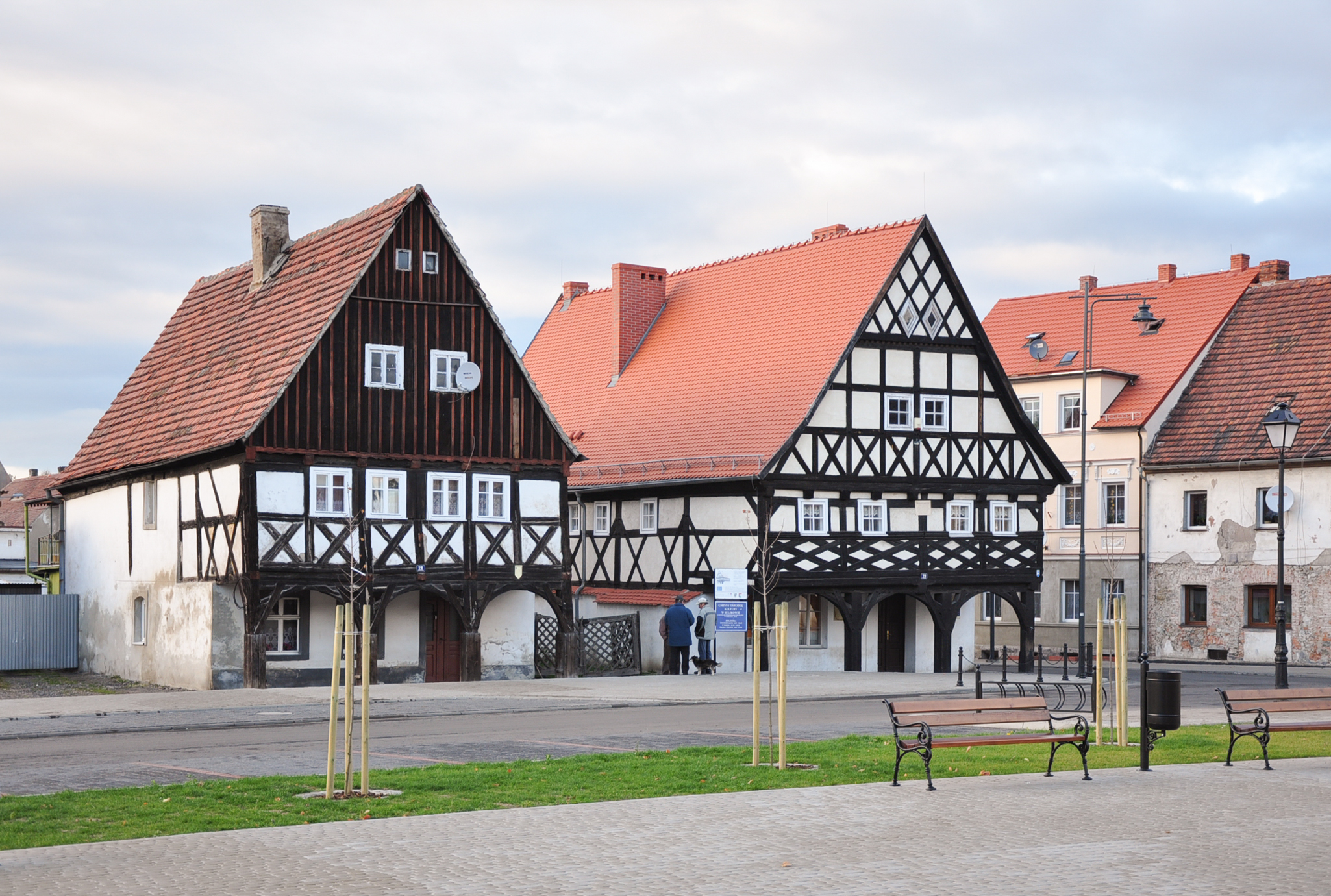
Laubenhäuser Ring 28 und 29

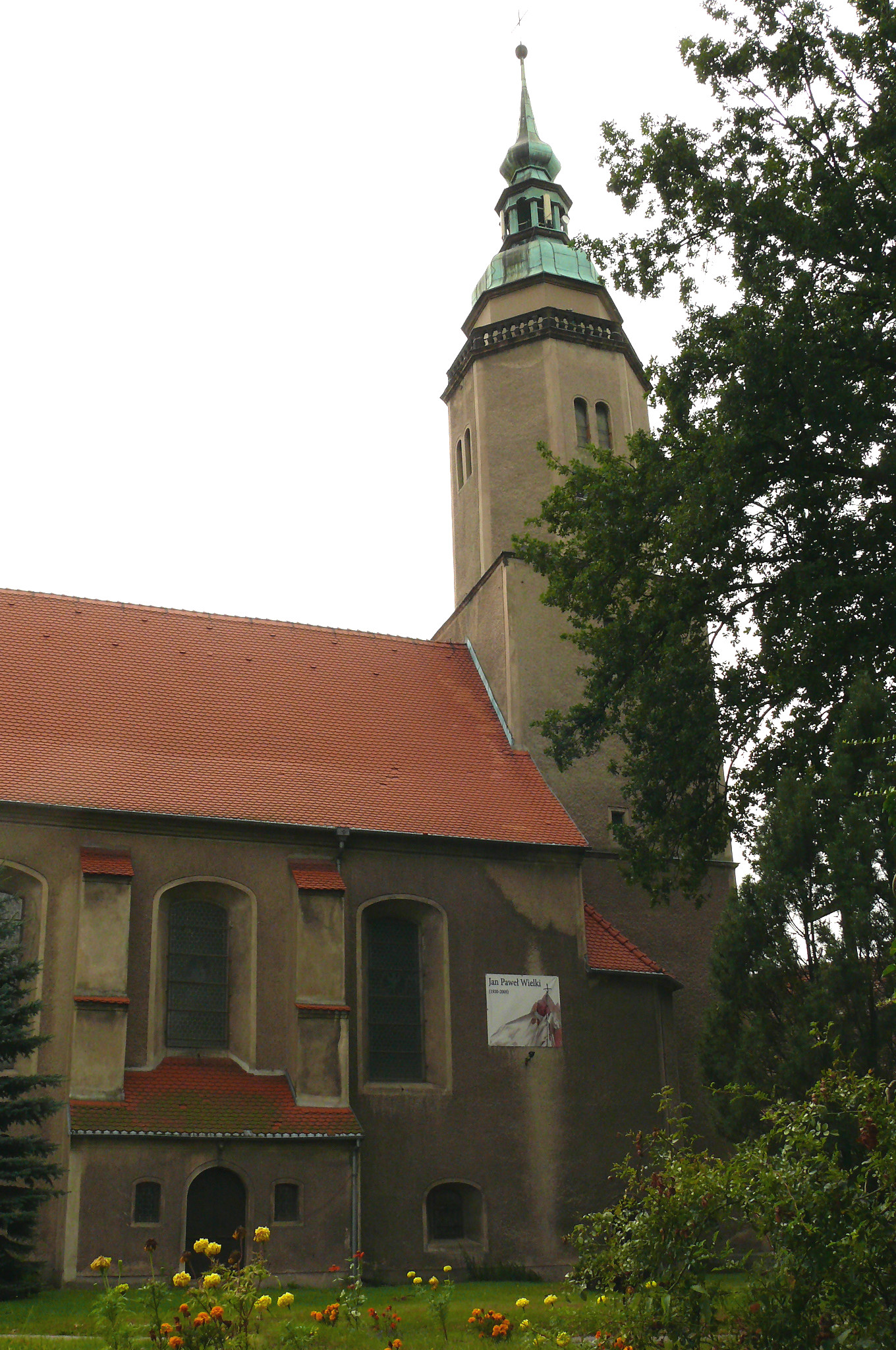
Stadtkirche der hl. Kreuzerhöhung

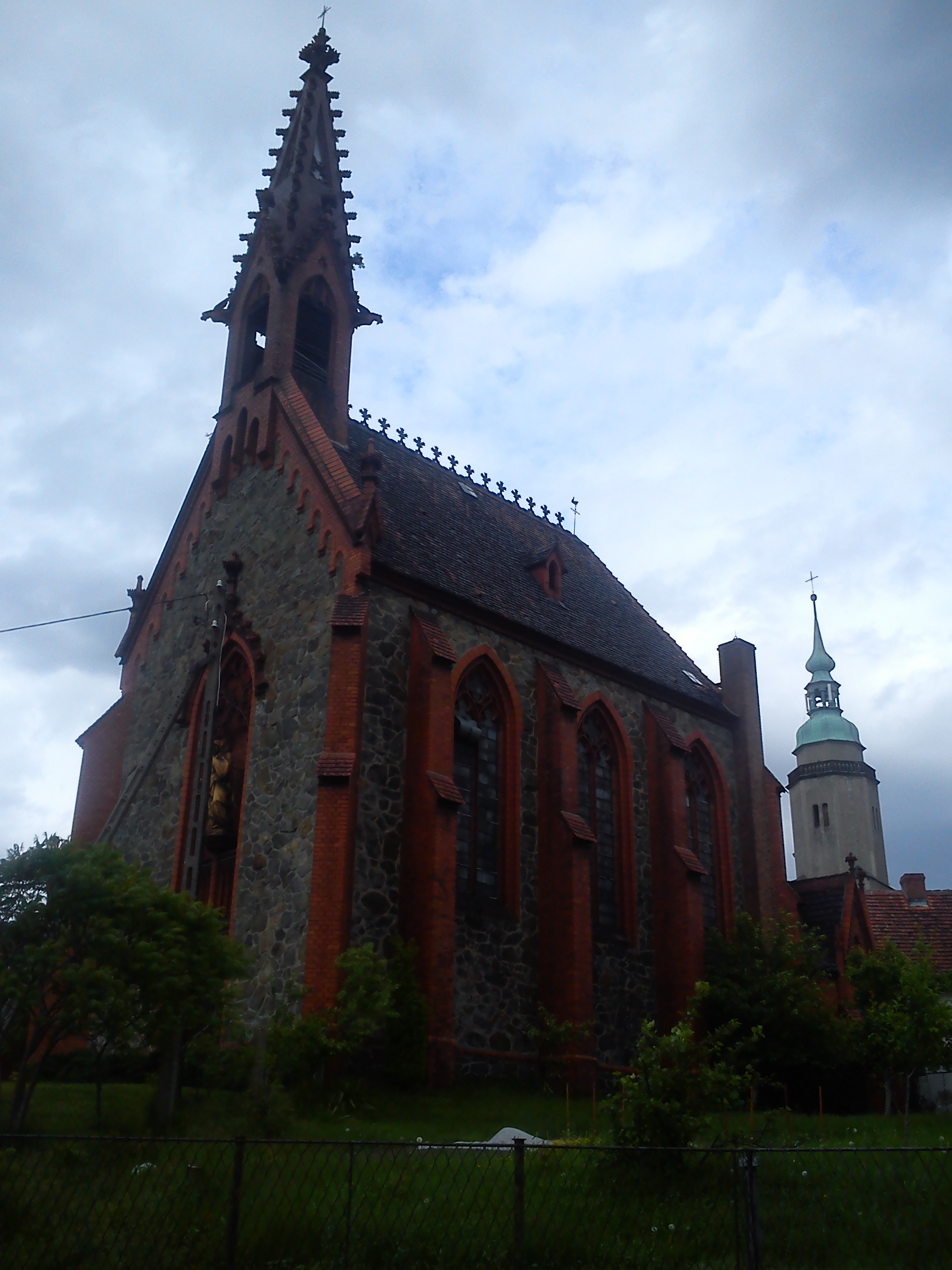
Kirche zum hl. Kreuz

Sulików [su'likuf] (deutsch Schönberg (Ob. Laus.)) ist eine Ortschaft mit ca. 2000 Einwohnern im Powiat Zgorzelecki der Woiwodschaft Niederschlesien in Polen. Sie ist Sitz der gleichnamigen Landgemeinde mit 6030 Einwohnern (Stand 31. Dezember 2020).

## Geographische Lage
Der Ort liegt in Niederschlesien, neun Kilometer südöstlich von Görlitz am Rothwasser/Czerwona Woda.

## Geschichte
Um 1230 entstand westlich des Schönberges (295 m) das Städtchen Schönberg. Als Gründer der Stadt werden die Herren von Schönburg vermutet. Gleichzeitig mit der Stadt wurde auch das unterhalb gelegene Dorf Halbendorf angelegt, das später den Zusatz Nieder Halbendorf erhielt. Oberhalb der Stadt schloss sich am Rothwasser das Dorf Kuhzagel an, welches seit 1570 als Ober Halbendorf bezeichnet wurde.
Die Pfarrkirche ist vor 1234 entstanden und im Jahre 1268 besaß Schönberg bereits Stadtrechte, besaß jedoch zu keiner Zeit eine Stadtbefestigung. Als Grundherren von Schönberg wechselten sich bekannte oberlausitzische Adelshäuser, wie die von Gersdorff, Salza, Nostitz und Rechenberg ab, seit der Mitte des 15. Jahrhunderts waren dies auch reiche Görlitzer Kaufleute. Trotz seiner Lage an einer Handelsstraße von Görlitz nach Friedland wuchs die Stadt auf halbem Wege zwischen Görlitz und Seidenberg kaum, da sowohl die mächtige Sechsstadt Görlitz als auch das zu der Zeit als Sitz einer ausgedehnten Standesherrschaft bedeutsame Seidenberg wenig Interesse an Konkurrenz in unmittelbarer Nähe hatte und dies zu verhindern wussten. Im Jahre 1524 erfolgte in Schönberg durch den damaligen Gutsherren Hans Frenzel die Reformation.
Im Jahr 1572 erhielt Schönberg das Privileg zur Abhaltung eines Jahrmarktes, dabei wurden auch die Stadtrechte bestätigt. 1586 entstanden in Schönberg Handwerkerinnungen. Im Dreißigjährigen Krieg gelangte Schönberg als Teil der Oberlausitz aus der böhmischen in die sächsische Landeshoheit. Einen kleineren Aufschwung erlebte die Stadt durch den Zuzug von Glaubensflüchtlingen aus Böhmen und Schlesien nach dem Krieg. Der Grundherr Wolf Albrecht von Loeben gestattete ihnen die Errichtung eines neuen Stadtteils, der Neustadt, die dann Neuloeben genannt wurde.
Im Jahr 1688 vernichtete ein Stadtbrand große Teile der Stadt, in dessen Folge auch die Stadtkirche neu entstand.
Zu Beginn des 18. Jahrhunderts wurde die Weberei zum Haupterwerb. Bekannt wurde die Stadt durch das Missolan, ein grobes Leinen- und Wollgewebe, das über Hamburg als Schönberger Zeug in die Welt verschifft wurde. Wenig erfolgreich war ein Erzbergbauversuch aus dem Jahre 1731. Der Heiliger Rat und Wille Gottes Erbstolln genannte Vortrieb in den Schönberg wurde schon bald wegen Erfolglosigkeit wieder eingestellt.
Großen Erfolg hatte Schönberg als Bad. Rechts der Straße von Schönberg Richtung Reichenau/Seidenberg liegt die Ruine des Hauses, in dem das (Heil-)Wasser ausgeschenkt wurde. Erste Besucher werden schon im siebzehnten Jahrhundert gemeldet. Das Dominium Schönberg übernahm die Verantwortung für den Ausschank und produzierte auch eigene Flaschen mit eingeschmolzenem Stempel. Postkartengrüße aus dem endenden neunzehnten Jahrhundert bezeugen diese reiche Einnahmequelle.
Seit der Teilung der Oberlausitz im Jahre 1815 gehörte Schönberg zu Preußen und war von 1816 bis 1945 Teil des Landkreises Lauban. Im 19. Jahrhundert entstanden in der Stadt Teppich- und Baumwollwebereien, auch das Kürschner-, Schuh- und Zigarrenmacherhandwerk erlangte Bedeutung.
Um 1920 wurde der Marktplatz des Stadtteils Neuloeben mit einer Siedlung bebaut.
1921 wurden Teile von Nieder Halbendorf nach Schönberg eingemeindet. Erst 1927 erhielt die Stadt durch die Kleinbahn-AG Schönberg-Nikolausdorf (Mikułowa) einen Eisenbahnanschluss an die Strecke von Görlitz nach Lauban. Diese Strecke wurde 1948 bis Zawidów (Seidenberg) weitergeführt, um diese Stadt mit dem Schienennetz der polnischen Staatsbahn PKP zu verbinden.
Im Jahr 1945 gehörte Schönberg zum Landkreis Lauban im Regierungsbezirk Liegnitz der preußischen Provinz Niederschlesien des Deutschen Reichs.
Nach Ende des Zweiten Weltkriegs  wurde Schönberg von der sowjetischen Besatzungsmacht unter polnische Verwaltung gestellt. Der Ort wurde von den Polen zuerst Szymbark genannt. Ein Kreuz an der aus Richtung Görlitz kommenden Hauptstraße zeigt noch diesen Ortsnamen. Mit der Namensreform wurde dann der Ortsname Sulików eingeführt. Die einheimische deutsche Bevölkerung wurde von der örtlichen polnischen Verwaltungsbehörde aus Schönberg vertrieben. Der dadurch verursachte Rückgang der Einwohnerzahl hatte den Entzug der Stadtrechte zur Folge. Die Orte Mała Wies Dolna (Nieder Halbendorf) und Mała Wies Gorna (Ober Halbendorf) wurden eingemeindet.

## Wirtschaft
Im Ortsteil Studniska Górne (Ober-Schönbrunn) gab es früher zwei Ziegeleien und seit 1860 eine Braunkohlegrube, die nach einem Wolkenbruch volllief und 1911 geschlossen wurde. In Sulików ist eine Pappenfabrik ansässig und auf dem Schönberg erfolgt der Abbau von Basalt.

## Sehenswürdigkeiten
Ein besonderes Kleinod von Sulików stellen zwei Laubenhäuser dar. Diese Fachwerkbauten entstanden nach dem großen Brand, ursprünglich rings um den ganzen Markt, der eine Ausdehnung von 94 × 53 m hat. Das älteste dieser Häuser ist die Scharfe Ecke aus dem Jahre 1688.
Die ehemalige evangelische (heute katholische) Stadtkirche ist ein reich ausgestalteter Barockbau. Lediglich die Logen links und rechts im Chorbereich sind nach dem Krieg entfernt worden. Die Krypta unter dem Chor wurde in den achtziger Jahren „versiegelt“. Unweit der Stadtkirche befindet sich noch die 1867 erbaute neogotische Kapelle zum hl. Kreuz, die vor 1945 den Katholischen als Gotteshaus diente.
Gut erhalten und nur geringfügig verändert ist das 1927 von dem Breslauer Architekten Adolf Rading entworfene Bahnhofsgebäude. Es war der erste unrepräsentative, seiner technischen Zweckbestimmung gemäß gestaltete Durchgangsbahnhof einer kleinen Station.

### Bevölkerungsentwicklung
| Jahr | Einwohner | Anmerkungen |
| ---- | --------- | ----------- |
| 1600 | 0450      |             |
| 1650 | 0250      |             |
| 1785 | 0800      |             |
| 1825 | 1035      |             |
| 1905 | 1302      |             |
| 1933 | 2078      | [ 3 ]       |
| 1939 | 1935      | [ 3 ]       |
| 1961 | 2000      |             |
| 2006 | 2014      | [ 4 ]       |

## Gemeinde
Zur Landgemeinde (gmina wiejska) Sulików gehören das Dorf selbst und 15 weitere Dörfer mit Schulzenämtern (sołectwa).

## Persönlichkeiten
- Ernst Niedermeyer[5] (1920–2012), Arzt und Wissenschaftler.